# جنگ‌افزار زرهی

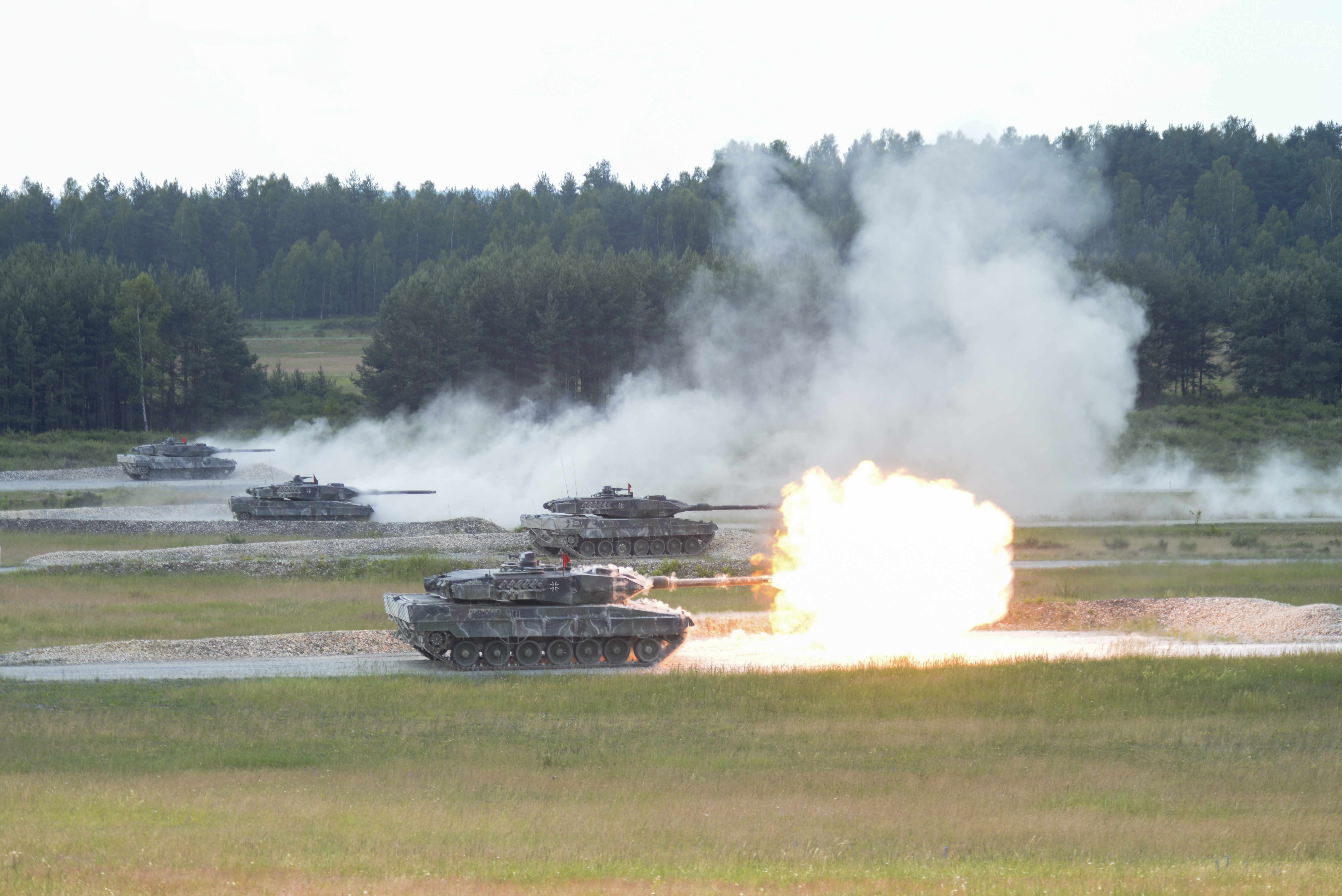
آرایش جنگی تانک‌های سنگین در عملیات موتوریزه

نبرد موتوریزه (انگلیسی: Armoured warfare) اصطلاحی است منتسب به جنگ‌های مدرن که تقریباً پس از جنگ جهانی اول متداول گردید و اشاره به عملیاتی است که در آن خودروهای زره‌پوش جنگی مشارکت دارند. از مشهورترین فرماندهان عملیات نبردهای موتوریزه می‌توان به مارشال اروین رومل اشاره داشت که تاکتیک‌های نوین وی در اجرای این نوع نبرد، باعث حملات زرهی برق‌آسا توسط لشکر آفریکا کورپس در خلال جنگ جهانی دوم گردید.